# Arsenura pandora
Arsenura pandora is een vlinder uit de onderfamilie Arsenurinae van de familie nachtpauwogen (Saturniidae).
De wetenschappelijke naam van de soort is voor het eerst geldig gepubliceerd door Johann Christoph Friedrich Klug in 1836.